# 魏鹏远
魏鹏远（1959年11月20日—），辽宁葫芦岛人，中华人民共和国贪腐官员。有人计算，魏鹏远在国家能源局工作的近6年时间里，平均每天挣10万元。
魏鹏远毕业于阜新矿业学院（现辽宁工程技术大学）。毕业后先后进入北京煤炭设计院、煤炭工业部计划司、国家经贸委行业规划司、国家计委基础产业司、国家发改委能源局煤炭处工作。2008年国家能源局成立，魏鹏远由煤炭处处长升任为国家能源局煤炭司副司长（正处级）。期间参与大量煤电联营改组活动，促使山西同煤集团控股中电投漳泽电力、山西煤炭运销集团与山西國際電力战略重组，山西西山煤電股份有限公司受让中国华电集团所属山西和信电力发展有限公司转让的股。2014年5月，魏鹏远被带走调查，其家中发现2.3亿现金，成为中华人民共和国成立以来，检察机关一次起获赃款现金数额最大的案件，后从北京一家银行的分行调去16台点钞机清点，并当场烧坏了4台。
2015年1月28日，经最高人民检察院依法指定管辖，魏鹏远的案件已由河北省保定市人民检察院侦查终结，移送审查起诉。5月27日，魏鹏远涉嫌受贿、巨额财产来源不明案已由河北省保定市人民检察院向保定市中级人民法院提起公诉，河北保定市中级人民法院于同年12月29日公开开庭审理魏鹏远犯受贿罪、巨额财产来源不明罪一案。魏鹏远在庭审中表示认罪，此案将择期宣判。2016年10月17日，河北省保定市中级人民法院宣判，魏鹏远犯受贿罪、巨额财产来源不明罪，判处死刑，缓期二年执行，剥夺政治权利终身，并处没收个人全部财产。在其死刑缓期执行二年期满依法减为无期徒刑后，终身监禁，不得减刑、假释。对魏鹏远受贿所得财物和来源不明财产予以追缴，上缴国库。法院认定魏鹏远涉案金额达人民币3.428亿元。
2020年10月，中国裁判文书网公开了河北省保定市中级人民法院作出的《魏鹏远没收财产执行实施类执行裁定书》。《裁定书》显示，司法机关共追缴魏鹏远涉案款项1.28亿余元，所有款项已上交保定市财政局。魏鹏远案“可处置的财产已追缴完毕，其他财产尚不具备处置条件”，保定市中院已对正在服刑的被执行人魏鹏远实施限制消费。
生活中的魏鹏远衣着简朴，经常骑一辆自行车上下班。而他实际上拥有一辆奥迪汽车，但从来不在单位停放，而是用来放置他的折叠自行车，让人误以为他十分清廉。他还专门置办了一套住房，用来存放收受的钱款和物品。他被认为是电视剧《人民的名义》中赵德汉的原型。